# Durowe
Das Unternehmen Durowe GmbH (Deutsche Uhren Roh Werke) ist ein deutscher Hersteller von Uhrwerken mit Sitz in Engelsbrand.

## Geschichte
Durowe wurde am 23. Oktober 1933 als Deutsche Uhrenrohwerkefabrik, L. Hummel & Co durch den Uhrenfabrikanten Ludwig Hummel (Laco)  in Pforzheim gegründet und war bis Ende der 1970er Jahre einer der wichtigsten Uhren-Rohwerke-Lieferanten Deutschlands.
Während der Zeit des Nationalsozialismus produzierte das Unternehmen für die deutsche Rüstung. Neben vielen anderen Pforzheimer Unternehmen war auch Durowe Mitglied der Pforzheimer Barackengemeinschaft e. V., die verschiedene Lager für Fremd- und Zwangsarbeiter unterhielt.

## Entwicklungen
1952 wurde mit dem Cal. 552 (Duromat) das erste in Deutschland produzierte Automatikwerk in die Serienfertigung aufgenommen. Erster Abnehmer war die Firma Primato mit dem Modell Super Automatic, welches sich aber durch den hohen Preis nur schlecht neben den Schweizer Marken verkaufen ließ.
Durowe entwickelte bereits Ende der 1950er Jahre die elektrische Armbanduhr (Schrittmotor).